# Georg von Kalckstein
Georg Julius Johann von Kalckstein (* 5. Juni 1849 in Wogau, Ostpreußen; † 13. Juni 1925 in Romitten, Ostpreußen) war ein deutscher Generalleutnant, Großgrundbesitzer und Mitglied des preußischen Abgeordnetenhauses.

## Leben

### Herkunft
Georg von Kalckstein entstammte dem Adelsgeschlecht derer von Kalckstein. Er war ein Sohn des späteren Landrats und Reichstagsabgeordneten Willibald von Kalckstein und seiner Frau Elisabeth Natalie, geb. Boehm (1814–1900).

### Werdegang
Georg von Kalckstein besuchte das Gymnasium in Königsberg und trat am 14. April 1867 als Dreijährig-Freiwilliger in das 1. Garde-Regiment zu Fuß ein. Es folgten Mitte November 1867 erst seine Beförderung zum Portepeefähnrich und dann Anfang Juli 1868 die Ernennung zum Sekondleutnant. Vom 20. Juli 1870 bis 9. Mai 1871 war er Adjutant beim II. Bataillon des 1. Garde-Landwehr-Regiments (Königsberg) und nahm in dieser Position am Deutsch-Französischen Krieg teil. Er wurde mit dem Eisernen Kreuz II. Klasse ausgezeichnet. An die Kriegsakademie war er vom 1. Oktober 1873 bis 30. Juni 1874 kommandiert und war anschließend bis 30. September 1875 im Feldartillerie-Regiment 15. Es folgte bis 22. Juli 1876 eine erneute Kommandierung an die Kriegsakademie. Am 20. März 1876 wurde er erst überzähliger Premierleutnant und kam dann Anfang Mai 1876 auf eine vakante gewordene Stelle für seinen Dienstgrad. Vom 29. März 1877 bis 1. Juli 1877 war er als Begleitung von Ministerresident Theodor Weber (1816–1893) am Hofe das Sultans von Marokko in Tanger. Anschließend war er bis 22. September 1879 Adjutant des Lehr-Infanterie-Bataillons (Potsdam) und kam in der gleichen Stellung zur 2. Garde-Infanterie-Brigade. Hier blieb er bis Mitte November 1880, war aber vom 25. September 1880 bis 10. Oktober 1880 zur Generalstabs-Übungsreise des Gardekorps kommandiert. Am 16. November 1880 wurde er mit dem Patent zum 20. Mai 1874 und unter Stellung à la suite des 4. Garde-Regiments zu Fuß Adjutant der 30. Division und hier am 25. November 1880 zum Hauptmann befördert. Zum 7. Dezember 1880 dem Regiment aggregiert, wurde er erst zur Dienststellung als persönlicher Adjutant des Prinzens Friedrich Karl von Preußen versetzt und war ab 22. Februar 1881 dann mit der Versetzung in die Adjutantur persönlicher Adjutant des Prinzens. Mitte August 1884 wurde er Kompaniechef beim Garde-Grenadier-Regiment 1 (Berlin). 1894 wurde er Flügeladjutant von Kaiser Wilhelm II.
Vom 21. März 1896 bis 15. Juni 1898 war von Kalckstein Kommandeur des 1. Garde-Regiments zu Fuß. Anschließend wurde er bis 22. April 1902 Kommandeur der 42. Infanterie-Brigade und wurde hier zum Generalmajor befördert. Vom 14. November 1901 bis 22. Mai 1902 war er zusätzlich mit der Führung der 13. Division beauftragt.
1910 wurde von Kalkstein in das preußische Abgeordnetenhaus gewählt.
Gegen Ende des 19. Jahrhunderts gingen die Orte Bönkeim (Kaliningrad) und Sossehnen (Kaliningrad) in den Besitz von Kalckstein über, der bereits Gutsherr auf Romitten (Slawjanowka) geworden war und auf dem dortigen Schloss lebte. Romitten hatte er 1902 von Fritz von Kalckstein übernommen. Georg von Kalckstein baute seine Besitzungen weiter aus.

### Familie
Georg von Kalckstein heiratete am 3. Oktober 1884 in Miechowitz Hildegard Maria Elisabeth Dorothea Freiin von Tiele-Winckler (1863–1940), Schwester von Eva von Tiele-Winckler (1866–1930).